# Sveinn Pálsson
Sveinn Pálsson (Skagafjörður, Islandia, 25 de abril de 1762-Reynir í Mýrdal, 24 de abril de 1840) fue un médico y naturalista islandés que llevó a cabo observaciones sistemáticas de glaciares de Islandia en la década de 1790. También ha observado volcanes, fauna y flora. Estudió historia natural y medicina en Copenhague (1787-1791) antes de dedicar cuatro años a viajar a través de Islandia estudiando su geografía, geología y botánica.
Describió sus descubrimientos en Ferðabók (revista de viaje) y además escribió Jöklarit (tratado de glaciares) y Eldrit (tratado de volcanes).
Sveinn también escribió extensamente sobre medicina, dibujó varios mapas de Islandia y fue el primero en realizar estudios científicos sobre glaciares.
Además fue la primera persona en ascender las cimas de Hvannadalshnjúkur y Eyjafjallajökull, dos de los picos más altos de Islandia.

## Biografía

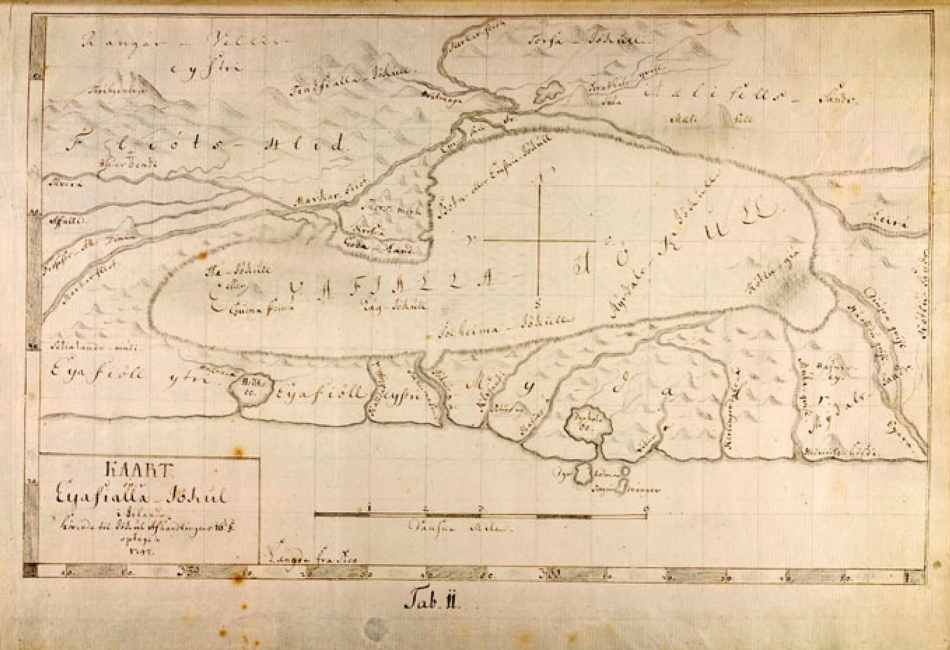
Mapa de Eyjafjallajökull creado por Sveinn Pálsson en 1795

Fue la primera persona que propuso la teoría del movimiento de glaciares bajo su peso propio, como material viscoso. Se centró en sedimentos glaciales, ríos de hielo fundido e inundaciones, y los efectos del vulcanismo subglaciar. Sus conclusiones se centraron en significativos hallazgos en consideraciones de la formación y dinámica de los glaciares. Su tratado "Draft of a Physical, Geographical, and Historical Description of Icelandic Ice Mountains on the Basis of a Journey to the Most Prominent of Them in 1792–1794" fue enviado a la Sociedad danesa de Historia Natural, que financiaba sus viajes, en 1795, aunque fue olvidado allí durante casi un siglo. No fue hasta los años 1880 que el manuscrito danés lo publicó parcialmente, en 1881, 1882 y 1884. Fue editado y publicado en su totalidad en islandés por Jón Eythórsson en 1945. Debido a la ubicación aislada de Islandia quedó como una ubicación remota para la investigación geológica hasta el siglo XX.
Durante su investigación Sveinn observó que los glaciares se movían por arrastrarse, en un modo similar al flujo de brea. Desde la cima de Öræfajökull, cumbre a la cual él fue el primero en ascender según lo que es sabido, describió el Kvíárjökull (Hrútárjökull) en su trabajo Jöklarit en 1794: «La superficie parecía estar cubierta con líneas curvas, las cuales pasaban por encima del glaciar, especialmente cerca del glaciar principal, y el arco de las curvas apuntaba hacia las tierras bajas, como si el glaciar descendente hubiera fluido hacia abajo, medio derretido o como un material espeso y viscoso. ¿Podría esto ser prueba de que el hielo, sin fundirse realmente, se comporta como líquido hasta cierto punto, como algunos tipos de resina?»
En Eldrit Sveinn fue la primera persona que describió el cinturón volcánico, el cual se encuentra al otro lado de Islandia desde el suroeste al nordeste. También fue el primero en encontrar gabro en Islandia.
Sveinn Pálsson trabajó como médico para el sur de Islandia entre 1799 y 1833. Su distrito se extendía desde Árnessýsla hasta Skeiðará, incluyendo las islas Vestman, y era difícil de cruzar a causa de los muchos ríos sin puentes. Los doctores eran muy mal pagados en aquella época, así que para apoyar a su familia, Sveinn también cultivaba y pescaba en el mar con un bote a remos. Su mujer desde 1795, Þórunn Bjarnadóttir, era trabajadora y se hacía cargo de la granja cuando Sveinn estaba fuera.
Tuvieron 15 hijos, diez de los cuales sobrevivieron a la infancia, así que era una familia grande. Sveinn vivió la mayor parte de su vida en Suður-Vík en Mýrdalur. Sus restos descansan en el antiguo cementerio de Reynir, cerca de Vík.